# Periacma ferialis
Periacma ferialis (лат.) — вид молевидных бабочек рода Periacma из семейства Autostichidae. Китай (Цзянсу, Тайвань, Юньнань, Чжэцзян).

## Описание
Размах крыльев 8,0 ‒ 12,0 мм. Основная окраска желтовато-коричневая и чёрная. Мезонотум и тегулы оранжево-жёлтые. Переднее крыло оранжево-жёлтое; боковой край с коричневой полосой, суженной до 1/3 основания; спинной край с широким, дугообразным коричневым пятном от основания, косо наружу к складке и вдоль складки до торнуса над спиной; дискальное пятно коричневое, близко к предыдущему пятну; постмедиальная фасция пурпурно-коричневая, от 2/3 бокового края до торнуса, слабо дугообразно наружу; вершинная фасция коричневая, подтреугольная; бахромка жёлтая. Задние крылья серые; бахрома жёлтая. Ноги жёлтые, кроме тарзомеров 3 4 передних и средних лапок, чёрные; на вентральной поверхности передняя нога чёрная у основания тазика; на дорсальной поверхности передние ноги с бедром и голенью чёрные, лапка с рассеянными чёрными чешуйками на первом тарзомере; средние ноги с чёрным бедром, голень чёрная в основании и на дистальной половине, лапка чёрная в середине первого тарзомера и в основании второго тарзомера; на внешней поверхности задние ноги с чёрным бедром на вершине, голень чёрная в основании, лапка с чёрными чешуйками. Этот вид можно отличить от других известных видов рода по полукруглому гнатосу с шипиками, а также по костальной части вальвы с треугольным отростком вентрально.